# ولادیمیر وکسلر
ولادیمیر ایوسیفوویچ وکسلر (اوکراینی: Володимир Йосипович Векслер؛ ۴ مارس ۱۹۰۷ در ژیتومیر، استان ژیتومیر، اوکراین) - ۲۲ سپتامبر ۱۹۶۶ در مسکو، اتحاد جماهیر شوروی سوسیالیستی) فیزیکدان برجستهٔ تجربی شوروی در زمینهٔ فیزیک ذرات بود.

## زندگی‌نامه
خانوادهٔ وکسلر در سال ۱۹۱۵ از ژیتومیر به مسکو نقل مکان کردند. وی در سال ۱۹۳۱ از انستیتوی مهندسی برق مسکو فارغ‌التحصیل شد. وی در سال ۱۹۳۶ در انستیتوی فیزیکی لبدف شروع به کار کرد و درگیر توسعهٔ ردیابی ذرات و بررسی پرتوهای کیهانی شد. وی در تعدادی از سفرها به کوه‌های پامیر و کوه البروس، که به مطالعهٔ ترکیب پرتوهای کیهانی اختصاص داشت، شرکت کرد. در سال ۱۹۴۴، او در زمینه فیزیک شتاب‌دهنده شروع به کار کرد، جایی که به دلیل اختراع میکروترون و توسعه سنکروترون مستقل از ادوین مک‌میلان، به اشتهار رسید، به پی‌گیری و توسعهٔ مدرن شتاب‌دهنده‌های مدرن ذرات پرداخت.
در سال ۱۹۵۶ وی آزمایشگاه انرژی زیاد در مؤسسه مشترک تحقیقات هسته‌ای در دوبنا را تأسیس کرد و خود نخستین مدیر در آنجا شد؛ جایی که سنکروفازوترون، که همراه پروتوینو بزرگترین شتاب‌دهنده‌های پروتون دایره‌ای جهان را در زمان خود، تحت رهبری او ساخته شد.
ولادیمیر وکسلر از سال ۱۹۴۶ تا ۱۹۵۷ عضو مکاتبه‌ای آکادمی علوم شوروی بود. او در سال ۱۹۵۸ به عضویت کامل آکادمی درآمد. در سال ۱۹۶۳ به عنوان رئیس گروه فیزیک هسته‌ای آکادمی منصوب شد. در سال ۱۹۶۵، وکسلر مجله فیزیک هسته‌ای (Yadernaya Fizika) را تأسیس کرد و اولین سردبیر آن شد.
به احترام وی خیابان‌هایی دوبنا، اودسا، ژیتومیر و سرن به نام ولادیمیر وکسلر نامگذاری شده‌است.